# 臺南市佳里區佳里國民小學
23°09′51″N 120°10′21″E / 23.164145°N 120.172379°E
臺南市佳里區佳里國民小學（簡稱佳里國小）是臺灣臺南市佳里區的國民小學，最初為1898年設立的嘉義國語傳習所蕭壠分教場，是佳里地區最早設立之學校，也是目前臺南市溪北地區學生數最多之國小。

## 校史
創校之初為嘉義國語傳習所蕭壠分教場；1897年10月改為「蕭壠公學校」，並以金唐殿後殿作為臨時教室，招收六年制學校一班。1905年5月，移轉到現今佳里區文化路及中山路口西南側之新校舍。1910年4月，改為四年制。1914年4月，改為六年制。1915年4月，設立漚汪分教場（1917年4月獨立為漚汪公學校）。1917年4月，設立西港仔分教場（1926年4月獨立為西港公學校）。1920年10月，改稱「佳里公學校」。1921年4月，設立番子寮分教場（1926年4月獨立為番子寮公學校，今延平國小）。1926年4月，佳里公學校設置高等科。隨著佳里市區發展，原本的佳里公學校周邊已發展成為商業密集的地區，於是佳里街長高文瑞在1934年提出將佳里公學校往市區西側遷移。1940年，佳里公學校遷到現在的校址。1941年4月，改稱「佳里西國民學校」。
二戰後，於1946年2月改稱「佳里鎮第一國民學校」，於1947年2月改稱「佳里國民學校」。1965年9月，佳里國校被臺南縣政府指定為重點示範學校，並興建司令台與水塔一座。1968年 8月，因實施九年國民教育，改稱「佳里國民小學」。

## 外部連結
- 臺南市佳里區佳里國民小學